# 2028年冬季青年奥林匹克运动会
第五屆冬季青年奧林匹克運動會（義大利語：Giochi olimpici giovanili invernali del 2028），简称为2028年冬青奥会，將於2028年1月15日至1月29日進行。這將是義大利第五次舉辦奧運會，也是該國首次舉辦青年奧運。

## 申辦過程
國際奧會未來主辦委員會將多洛米蒂山地區和瓦爾泰利納地區列為奧運申辦城市首選，並根據新的奧運申辦程序與該地區進行了有針對性的對話。
多洛米蒂-瓦爾泰利納地區於 2025 年 1 月 30 日在瑞士洛桑舉行的第 143 屆國際奧委會全會上正式被授予奧運會舉辦權。
| 組合                   | 國家     | 得票 |
| ---------------------- | -------- | ---- |
| 多洛米蒂山及瓦爾泰利納 | 義大利   | 89   |
| 以上皆非               | 以上皆非 | 1    |
| 棄權                   | 棄權     | 2    |
| 總計                   | 總計     | 92   |

## 外部連結
1. ↑  . Olympics.com.   [3 December 2024].
2. ↑  International Olympic Committee. . Olympics.com. January 30, 2025.

- Youth Olympic Games website